# Winnie l'ourson
Winnie l'ourson (en anglais : Winnie the Pooh ou Pooh Bear) est un personnage de la littérature d'enfance créé le 15 octobre 1926 par Alan Alexander Milne. Les illustrations des ouvrages sont l'œuvre d'Ernest Howard Shepard. La première traduction française, Histoire d'un ours comme ça, due à Jacques Papy, date de 1946.
Le personnage de Winnie, un ourson en peluche animé, a été inspiré à l'auteur par son fils, Christopher, qu'il voyait jouer avec ses peluches. De la même façon que les enfants s'inventent des histoires dont ils sont les seuls à percevoir les enjeux, Winnie et ses amis vivent des aventures qui peuvent sembler dérisoires aux adultes. L'univers dans lequel évoluent ces personnages est gentil et joyeux sans être dénué d'inquiétudes. La version originale de Winnie l'ourson (sans le t-shirt rouge) est dans le domaine public depuis le 1er janvier 2022.

## Origines
Le nom de Winnie a été choisi par l'auteur en référence à une ourse pensionnaire du zoo de Londres où il avait l’habitude de se rendre avec son fils. L'animal avait été donné au zoo par le Capitaine Harry Colebourn (en), vétérinaire dans l’armée canadienne, lors de la Première Guerre mondiale. Colebourn avait apprivoisé l’ourse et l'avait baptisée Winnipeg en souvenir de sa ville natale. Il l'avait achetée à un trappeur dans la ville de White River (en) en Ontario. Par la suite, ce n'est qu'en 1989, après le décès officiel de son créateur, que le nom Winnie The Pooh ou Winnie l'ourson est apparu sur les écrans.
En octobre 2009, une nouvelle édition des aventures de Winnie paraît simultanément en Angleterre et aux États-Unis, écrite par David Benedictus et illustrée par Mark Burgess, avec l'accord des ayants droit, qui prolongera les aventures de l’ourson et de Jean-Christophe, son jeune propriétaire.

### Des débuts français fluctuants
Dès ses premières versions françaises dans la littérature pour enfants, le nom de Winnie the Pooh connaît diverses propositions, notamment dues à la difficulté de rendre le terme onomatopéique Pooh, l'article défini inventé ther, ou bien encore la prononciation du prénom féminin Winnie. (et notamment ce W que les francophones de l'époque avaient tendance à germaniser en [v], comme dans wagon. « […] avant de s’appeler Winnie, l’ours en peluche est nommé l’Ours Martin, selon la tradition française ».
Ainsi la traduction de Pierre Martin, en 1962, propose Plic-en-peluche.
Dans la traduction de Jacques Papy de 1946, Winnie s'appelait Winnie-le-Pouh. Les rééditions de Gallimard Jeunesse utilisent le nom Winnie l'ourson.

## Caractère
Winnie est un ourson jaune que le narrateur de ses aventures qualifie souvent de « peu de jugeote ». De fait, il n'est pas forcément très intelligent, mais a un grand cœur, et aide ses amis. Son péché mignon est la gourmandise, il est tout particulièrement friand de miel, ce qui lui vaudra parfois quelques soucis, auprès des abeilles entre autres.

## Autres personnages

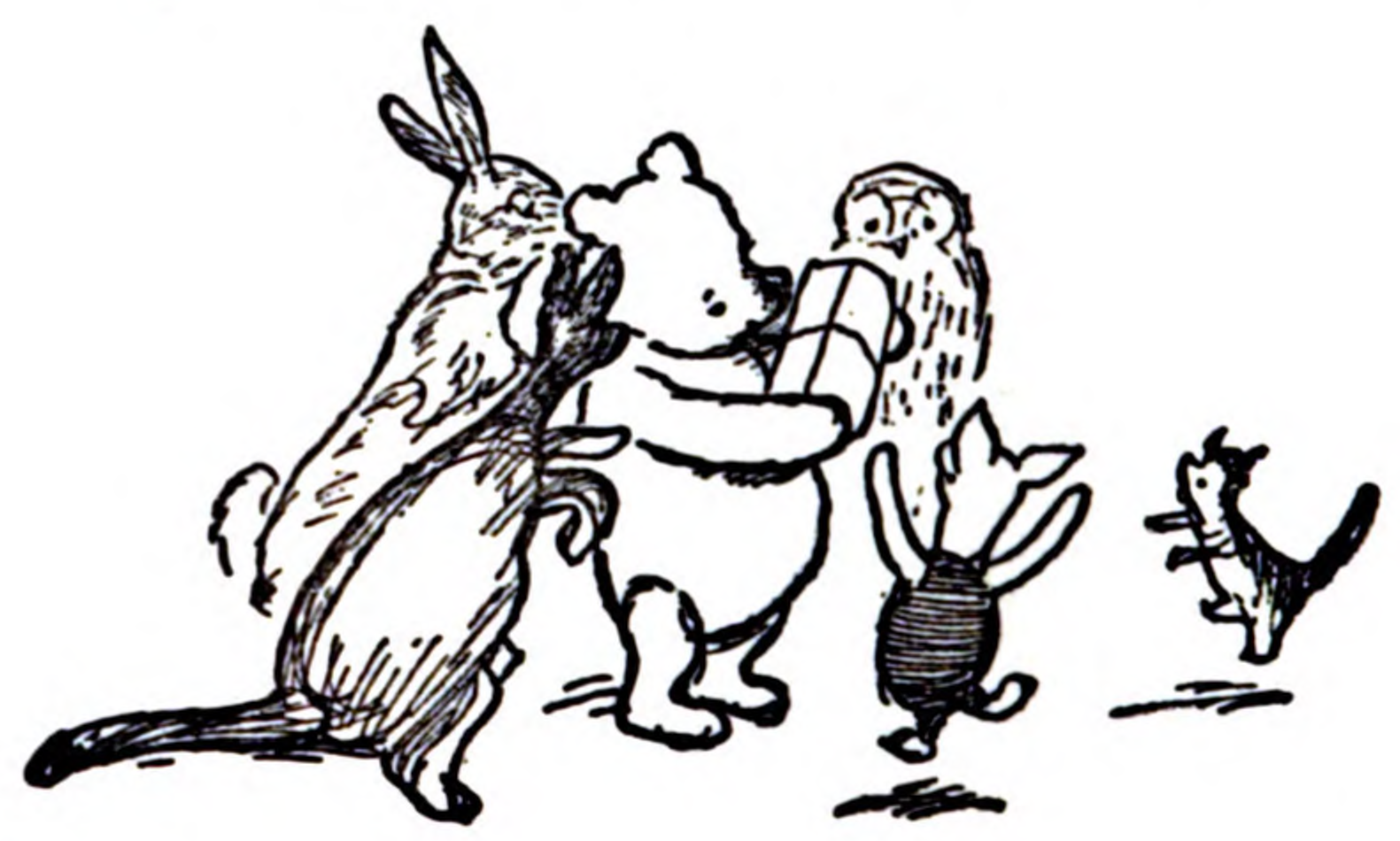
Winnie et ses amis illustrés par Ernest Howard Shepard.

Dans ses aventures, Winnie est la plupart du temps entouré de ses fidèles amis :
- Jean-Christophe (en anglais Christopher Robin), un enfant, pratiquement le seul humain représenté.
- Tigrou (Tigger), bondir et s'amuser semblent ses principales occupations. On note particulièrement son insouciance, son humour joyeux. Il est très proche de Petit Gourou qui pour sa part le voit comme le grand frère qu'il aimerait avoir.
- Porcinet (Piglet), il s'affaire principalement à rendre son intérieur douillet et confortable. Il est caractérisé par une grande timidité et beaucoup d'inquiétude.
- Coco Lapin (Rabbit), toujours occupé à faire pousser les légumes de son potager. Il invente aussi des machines, organise des expéditions et planifie la résolution des problèmes de ses amis... pas toujours avec beaucoup de succès.
- Maître Hibou (Owl), issu d'une énorme famille de hiboux ayant tous vécu une expérience pertinente aux problèmes qui lui sont soumis. Il représente la sagesse mais ses explications semblent souvent bien compliquées pour ses amis.
- Grand Gourou (Kanga), la seule figure féminine. Elle est un peu leur mère à tous et parfois appelée Maman Gourou.
- Petit Gourou (Roo), fils de Grand Gourou, il voudrait simplement être plus grand.
- Bourriquet (Eeyore), très pragmatique, il est très rassurant pour ses amis et construit sa maison. Il a pas mal de soucis avec sa longue queue qu'il doit souvent réépingler.

Ils vivent tous dans la Forêt des Rêves bleus (Hundred Acre Wood).
Dans les aventures imaginées par les studios Disney, de nouveaux personnages apparaissent :
- La Taupe, qui passe son temps à creuser des tunnels dans la Forêt des Rêves Bleus. Son nom est Grignotin et, dans Winnie l'Ourson et l'arbre à miel, il tente d'aider Winnie, alors prisonnier du vestibule de Coco Lapin pour avoir mangé trop de miel, en creusant.
- Lumpy, un éfélant. L'espèce animale représentée est bien sûr l'éléphant et apparaît déjà dans l'œuvre originale dans une séquence cauchemardesque du sommeil de Winnie.
- Darby, une petite fille de 6 ans : Super Détective. Quelques-uns disent qu'elle est la petite sœur de Jean-Christophe.
- Buster, le chiot de Darby. Lui aussi est un Super Détective. Cependant, il ne sait pas parler et ne peut qu'aboyer.

Grâce aux dessins animés de Disney, Winnie l'ourson a été gratifié en avril 2006 d'une étoile sur le fameux Hollywood Boulevard. C'est le quatrième personnage de Disney à recevoir cet honneur.

## Adaptations

### Version soviétique
Le personnage a acquis une très grande renommée en URSS par trois dessins animés, réalisés au studio Soyuzmoultfilm sous la direction de Fiodor Khitrouk et dont la musique est signée par Mieczysław Weinberg :
- Винни-Пух (1969) — Winnie l'ourson, fondé sur le premier chapitre du livre.
- Винни-Пух идёт в гости (1971) — Winnie l'ourson rend visite, fondé sur le deuxième chapitre.
- Винни-Пух и день забот (1972) — Winnie l'ourson et le jour des soucis, fondé sur le quatrième chapitre.

On y retrouve Vinni-Poukh (transcription phonétique du nom, poukh signifiant également « duvet »), Piatatchok (« groin », mais aussi « petite pièce »), Krolik (« lapin »), Sava (écriture enfantine de sova « chouette »), Ia-Ia (« hi-han, hi-han »), mais pas d'être humain.
L’adaptation russe est très différente de la version de Walt Disney, notamment la personnalité des personnages.

### Version américaine de Disney
Dès les années 1930, Stephen Slesinger obtient les droits d'adaptation de Winnie l'ourson pour les États-Unis et le Canada et passe un accord avec Walt Disney. Les aventures de Winnie l'ourson connaissent ainsi de nombreuses adaptations, jusqu'à faire du personnage une vedette des produits dérivés chez les 3-8 ans. Après la mort de Stephen Slesinger en 1953, sa femme signe un accord de licence avec Disney au début des années 1960. Disney négocie et obtient les droits d'adaptation pour les 23 histoires de Winnie l'ourson. Dès 1961, Walt Disney envisage un long métrage avec Winnie l'ourson mais, après avoir sondé la population américaine, il s'aperçoit que le personnage est assez peu connu malgré une apparition dans l'émission Shirley Temple's Storybook (en). Il préfère se contenter de moyens métrages pour tester ce classique de la littérature anglaise inconnu des petits Américains. Les studios Disney reviennent au projet initial de long métrage après la sortie de trois moyens métrages en 1966, en 1968 et 1974, malgré la décision de Walt Disney, décédé en 1966, de ne pas faire de long métrage. Les trois moyens métrages ont ainsi été compilés pour en faire un long métrage en 1977, avec des éléments animés liant l'ensemble,,,,. 
Le personnage de Winnie l'ourson et ses amis sont l'objet de nombreuses adaptations de la part des studios Disney, parmi lesquelles :
- Les Aventures de Winnie l'ourson, long-métrage d'animation sorti en 1977.
- Les Aventures de Winnie l'ourson (1983-1987), série pour la jeunesse avec des personnages costumés. Une adaptation française présentée par Jean Rochefort a été diffusée dans le Disney Channel sur FR3 en 1985.
- Les Nouvelles Aventures de Winnie l'ourson (1988-1991), série télévisée animée.
- Winnie l'ourson 2 : Le Grand Voyage, long métrage d'animation sorti en 1997 directement en vidéo.
- Les Aventures de Tigrou, long métrage d'animation sorti en 2000.
- Le Livre de Winnie l'ourson (2001-2003), série télévisée animée en marionnettes.
- Les Aventures de Porcinet, long métrage d'animation sorti en 2003.
- Les Aventures de Petit Gourou, long métrage d'animation sorti en 2004.
- Winnie l'ourson et l'Éfélant, long métrage d'animation sorti en 2005.
- Mes amis Tigrou et Winnie (2007-2009), série télévisée en image de synthèses.
- Winnie l'ourson, long métrage d'animation sorti en 2011.
- Jean-Christophe et Winnie, film avec des images de synthèse sorti en 2018.

#### Voix de Winnie
- Voix originales anglaises : Sterling Holloway (Les Merveilleuses Aventures de Winnie l'ourson) ; Hal Smith (1981-1986) ; Jim Cummings (1989-2021) ; Craig David Dowsett (2022)
- Voix française : Roger Carel (1966-2010) ; Jean-Claude Donda depuis 2011
- Voix québécoise : Pierre Lacasse
- Voix soviétique : Evgueni Leonov

#### Produits dérivés
Depuis l'été 2006, une gamme de produits nommée Disney Cuties présentant Winnie l'ourson sous un aspect cute (kawaii), style graphique inspiré par le manga et plus particulièrement les personnages d'Hello Kitty et Pucca, est commercialisée.
En 2010, le China Labor Watch indique que des jouets Winnie sont fabriqués par des enfants de 14 à 16 ans qui travaillent 12 heures par jour, exposés à des produits chimiques et à une discipline extrême tandis que l'hygiène des dortoirs attenants à l'usine est déplorable.

#### Procès Disney-Slesinger
En 1991, la famille de Slesinger intente un procès contre Disney à propos des redevances de Winnie l'ourson. L'une des accusations est la fourniture par Disney de rapports tronqués aux Slesinger, les studios ne payant que les droits pour l'utilisation en animation et non ceux des produits dérivés, créant un préjudice estimé de 2 milliards de dollars par la famille Slesinger. En septembre 2009, après 18 années de procédures, un juge de Los Angeles déclare que Disney n'avait commis aucune infraction à l'accord signé, ni aucune retenue sur les redevances.
Le 21 décembre 2012, la cour d'appel américaine rejette le pourvoi en appel de la famille Slesinger face à Disney Consumer Products au sujet de droits sur Winnie l'ourson.

### Publicité
2022 : « Winnie-the-Screwed », une publicité réalisée par Ryan Reynolds pour Mint Mobile.

### Autres versions américaines: films d'horreur
Les droits des personnages sont détenus par la Walt Disney Company depuis 1966 et, bien que Disney conserve des droits exclusifs sur les représentations des personnages de leur propre franchise, Winnie l'Ourson ainsi que tous les personnages décrits dans le livre sont entrés dans le domaine public le 1er janvier 2022.
Le film Winnie-the-Pooh: Blood and Honey est une relecture horrifique racontant qu'après avoir été abandonnés par Jean-Christophe (qui fait en réalité sa rentrée à la Fac), Winnie l'ourson et Porcinet, affamés, ont été pris de folie meurtrière et s'en sont pris à tous les habitants de la Forêt des Rêves Bleus : Bourriquet, Maman Gourou et Petit Gourou, Coco Lapin, Lumpy l'éfélant et Maître Hibou. Lorsqu'une bande de jeunes adultes décident d'explorer la Forêt des Rêves Bleus, ils ne savent pas qu'ils sont dès lors devenus les proies de ces tueurs assoiffés de sang.
Winnie-The-Pooh: Blood and Honey 2 est une suite du précédent ; il est sorti en 2024.

## Dans la culture populaire
- La Ulica Kubusia Puchatka à Varsovie est également appelée la rue Winnie l'Ourson en français[17].

### Censure du personnage en Chine
En 2013, la photographie d’une rencontre entre le président chinois Xi Jinping et Barack Obama est comparée à une image de Winnie l'ourson accompagné de Tigrou. Puis en 2014, Xi Jinping apparait de nouveau en Winnie mais accompagné de Bourriquet, censé représenter le Premier ministre japonais Shinzo Abe. Certains des dessins animés du caricaturiste Badiucao dépeignent le président Xi Jinping sous les traits de Winnie l'ourson. En 2015, l'image du président chinois passant les troupes en revue a été à maintes reprises comparée à celle de l'ourson debout dans une voiture décapotable. Selon le portail d'analyse politique Global Risk Insights, l'image est devenue « la photo la plus censurée de l'année en Chine ». Les illustrations ou les termes Winnie l'ourson sont alors interdits sur les réseaux sociaux (Weibo, Whatsapp, WeChat…) et lors d'une recherche fait apparaître le résultat « contenu illégal »,.